# Ann Alton
Ann Alton ist eine US-amerikanische Cellistin und Musikpädagogin.
Alton erhielt den ersten Cellounterricht von ihrer Mutter Ardyth Alton. Sie studierte dann als Stipendiatin an der Juilliard School (Abschlüsse als Bachelor und Master) und erhielt als Studentin von Bernard Greenhouse an der Manhattan School of Music  den Doktorgrad im Fach Musik. Mit einem Harriet Hale Woolley Fellowship studierte sie in Europa ein Jahr lang Cello bei William Pleeth und Kammermusik bei Genevieve Martigny und Yvonne Loriod. Gefördert wurde Alton mit Preisen der National Federation of Music Clubs, der Koussevitsky Foundation, des National Arts Club und der National Music Teachers Association. Sie unterrichtete hochbegabte junge Cellisten an der Manhattan School of Music Preparatory Division und am PreCollege der Juilliard School. Außerdem gab sie Cellounterricht am Concordia College, der State University of New York at Purchase, der Manhattan School of Music, am Clinton Community College und am Skidmore College.
Als Konzertcellistin und Kammermusikerin trat Alton u. a. im Lincoln Center, der Carnegie Hall, der Alice Tully Hall, der Weill Hall, der Salle Cortot und beim Caramoor Festival auf. Neben dem Repertoire an Sonaten und Solowerken für Cello spielte sie u. a. die Cellokonzerte Luigi Boccherinis, Ludwig van Beethovens, Johannes Brahms’, Antonín Dvořáks, Victor Herberts, David Poppers, Behzad  Ranjbarans und Camille Saint-Saëns’, Peter Tschaikowskis Rokoko-Variationen, Ernest Blochs Schelomo, Gabriel Faurés Elegie und Max Bruchs Kol Nidrei. Ihre Auftritte wurden sowohl im amerikanischen als auch im deutschen Fernsehen und Rundfunk übertragen. 
Als Kammermusikerin war Alton Mitglied des Concordia Trios, des Ensembles Concertium, der Capital Chamber Artists und der Valcour Chamber Players. Mit dem Gitarristen Joel Brown und der Flötistin Kristin Bacchiocchi-Stewart gründete sie das Trio TRITONIS, das auf dem Gebiet der Neuen Musik aktiv ist und auch Kompositionsaufträge vergibt. Bob Delfausse schrieb für das Ensemble ein Concerto Grosso. Mit der Pianistin Cristine Coyiuto und dem Geiger Michael Emery bildet sie das ACE TRIO. Außerdem war Alton Erste Cellistin der Fargo-Moorhead Symphony und wurde dann Erste Cellistin der Lake Placid Sinfonietta und der Charlotte Symphony.

## Weblink
- Website von Ann Alton